# Микроскопический полиангиит
Микроскопический полиангиит (син. Микроскопический полиартериит) — заболевание неясного генеза, ассоциированное с выработкой антител к цитоплазме нейтрофилов и характеризующееся сочетанным воспалительным поражением нескольких органов, чаще всего лёгких и почек, в основе которого лежит васкулит мелких сосудов без формирования гранулём. Наряду с гранулёматозом Вегенера и синдромом Чарга-Стросса относится АНЦА-ассоциированным васкулитам.